# Critonia yashanalensis
Critonia yashanalensis là một loài thực vật có hoa trong họ Cúc. Loài này được (Whittem.) R.M.King & H.Rob. mô tả khoa học đầu tiên năm 1990.